# Beldandi
Beldandi (nepalski: बेलडाडी) – gaun wikas samiti w zachodniej części Nepalu w strefie Mahakali w dystrykcie Kanchanpur. Według nepalskiego spisu powszechnego z 2001 roku liczył on 2311 gospodarstw domowych i 14 815 mieszkańców (7400 kobiet i 7415 mężczyzn).